# Manuel Dallan
Pas d'image ? Cliquez ici

a Compétitions nationales et continentales officielles uniquement.

b Matchs officiels uniquement.
Dernière mise à jour le 12 août 2019.
Manuel Dallan (né le 15 octobre 1976 à Montebelluna, dans la province de Trévise, en Italie) est un joueur italien de rugby à XV, jouant trois-quarts centre. 

## Biographie
Manuel Dallan débute à Asolo avant de rejoindre Benetton Rugby Trévise, son équipe jusqu'au 2006.
Il a honoré sa première cape internationale le 22 octobre 1997 à Lourdes avec l'équipe d'Italie pour un nul 18-18 contre l'équipe d'Argentine.
Lors de la Coupe du monde de rugby 2003 en Australie lui et son frère Denis ont réalisé une première contre le Tonga: jamais une paire de frères n'avait inscrit trois essais lors d'un match de Coupe du monde de rugby. 
Pour la saison 2005-2006, il évolue sous les couleurs du Benetton Rugby Trévise. Il remporte le championnat.
En 2006 il quitte Benetton pour le Petrarca Rugby Padoue. Enfin, en 2008, lui et son frère Denis on signé pour le Venise Mestre Rugby.

## Équipe nationale
- 18 sélections.
- 20 points en équipe d'Italie
- 4 essais.
- Tournoi des Six Nations disputés: 2000, 2001.
- Coupes du monde de rugby disputées: 2003.

## Palmarès en club
- championnat d'Italie : 1998, 1999, 2004, 2006 avec Benetton Trévise.

## Clubs successifs
- Asolo
- Benetton Trévise 1995-2006
- Petrarca Padoue 2006-2008
- Venise Mestre Rugby 2008-2010